# الصفحين (السدة)

تعديل مصدري - تعديل

الصفحين محلة تابعة لقرية هجارة، التابعة لعزلة جبل عصام بمديرية السدة إحدى مديريات محافظة إب في الجمهورية اليمنية.، بلغ تعداد سكانها 46 حسب تعداد اليمن لعام 2004.